# Salvino degli Armati
Salvino degli Armati (Firenze, XIII secolo – Firenze, 1317) è stato uno dei pretesi inventori degli occhiali.
La critica lo ritiene un personaggio mai esistito, frutto di una falsificazione erudita del XVII secolo, motivata da intenti campanilistici.

## Storia
L'attribuzione dell'invenzione degli occhiali a Salvino degli Armati venne fatta nel 1684 dall'erudito fiorentino Ferdinando Leopoldo Del Migliore nell'opera Firenze città nobilissima illustrata. Secondo Del Migliore, nella chiesa di Santa Maria Maggiore a Firenze esisteva la tomba di un tale Salvino degli Armati, figlio di Armato degli Armati, riportante la seguente scritta:
QUI DIACE SALVINO D'ARMATO DEGL'ARMATI DI FIR.
INVENTOR DEGL'OCCHIALI DIO GLI PERDONI LA PECCATA
ANNO D.MCCCXVII.
Secondo Del Migliore, la tomba era andata persa durante i lavori di restauro eseguiti nella prima metà del XVII secolo, ma la scritta era registrata in un sepoltuario antico posseduto dallo stesso Del Migliore in unica copia. Alcuni dati oggettivi (una lettera di Francesco Redi in cui si sosteneva genericamente che l'invenzione degli occhiali era avvenuta in Toscana fra la fine del XIII e gli inizi del XIV secolo e l'esistenza di una famiglia "Degli Armati" nella Firenze del XIV secolo) convinsero della verosimiglianza della ricostruzione di Del Migliore.
Qualche anno dopo un altro erudito fiorentino, Domenico Maria Manni, scrisse addirittura un saggio su Salvino degli Armati e la sua invenzione. Nonostante i numerosi punti oscuri o contraddittori nella documentazione relativa a Salvino degli Armati, messi in evidenza già nel XVIII secolo da numerosi storiografi, tra cui Ranieri Tempesti, Stanislao Canovai e Lorenzo Cantini, Salvino degli Armati fu ritenuto l'inventore degli occhiali. Nel 1841, nella chiesa di Santa Maria Maggiore, venne ricostruito il monumento che secondo il Del Migliore era stato distrutto, con la lapide in cui era riprodotto il testo da questi citato.
Nel 1920 Isidoro del Lungo sottopose l'epigrafe funebre di Salvino degli Armati a un'accurata analisi filologica al termine della quale dimostrò che tale epigrafe era falsa, scritta verosimilmente a scopo campanilistico per rivendicare a Firenze l'invenzione del pisano Alessandro della Spina; nel XIV secolo, infatti, non esisteva ancora nel volgare fiorentino il vocabolo "inventore", come pure la forma latineggiante "le peccata". Si trovò anche un Salvino degli Armati morto nel 1340; ma era un modesto artigiano, iscritto all'arte del Cambio, che mai si occupò di occhiali. Studi successivi di Giuseppe Albertotti e di Edward Rosen confermarono la fondatezza delle critiche fatte da Isidoro del Lungo. È probabilmente in seguito a questi studi che venne rimossa una lapide in via del Giglio 2, presso il chiasso degli Armati, che ricordava Salvino e che era stata posta nel 1885.